# Balls to the Wall
Balls to the Wall a német Accept zenekar 1983-ban megjelent albuma.

## Számok listája
- Balls to the Wall
- London Leatherboys
- Fight It Back
- Head over Heels
- Losing More Than You've Ever Had
- Love Child
- Turn Me On
- Losers and Winners
- Guardian of the Night
- Winter Dreams

## Közreműködők
- Udo Dirkschneider – ének
- Herman Frank Jr. – gitár
- Wolf Hoffmann – gitár
- Peter Baltes – basszusgitár
- Stefan Kaufmann – dob

## Videóklip
- Balls to the wall